# Эпителий роговицы
Эпителий роговицы — наружный слой роговой оболочки глаза. У человека эпителий расположен над слоем Боумена, у ряда других млекопитающих — непосредственно над стромой роговицы. Эпителий состоит из нескольких слоёв эпителиальных клеток: у человека в центральной зоне насчитывают пять слоёв, на периферии — до 10. Эпителий роговицы уникален своей прозрачностью и отсутствием кровеносных сосудов; на периферии он сменяется лимбом роговицы, за которым следует конъюнктива.
В эпителии роговицы млекопитающих отмечается крайне высокая, по сравнению с другими тканями, концентрация ацетилхолина. По данным одного сравнительного исследования, это характерно лишь для дневных млекопитающих, у ночных же ацетилхолина в эпителии не было обнаружено.
Также в эпителии велико содержание витамина C.
Поверхность эпителия у разных видов испещрена характерными микроструктурами — микроволосками, микрогребнями, микроскладками и даже микроотверстиями. Характер структур определяется средой обитания вида.
Как и другие виды эпителия, роговичный эпителий содержит иммунные клетки Лангерганса, причём, по данным одного исследования, у носителей контактных линз их число почти вдвое больше по сравнению с теми, кто не носит линз.

## Обновление эпителия

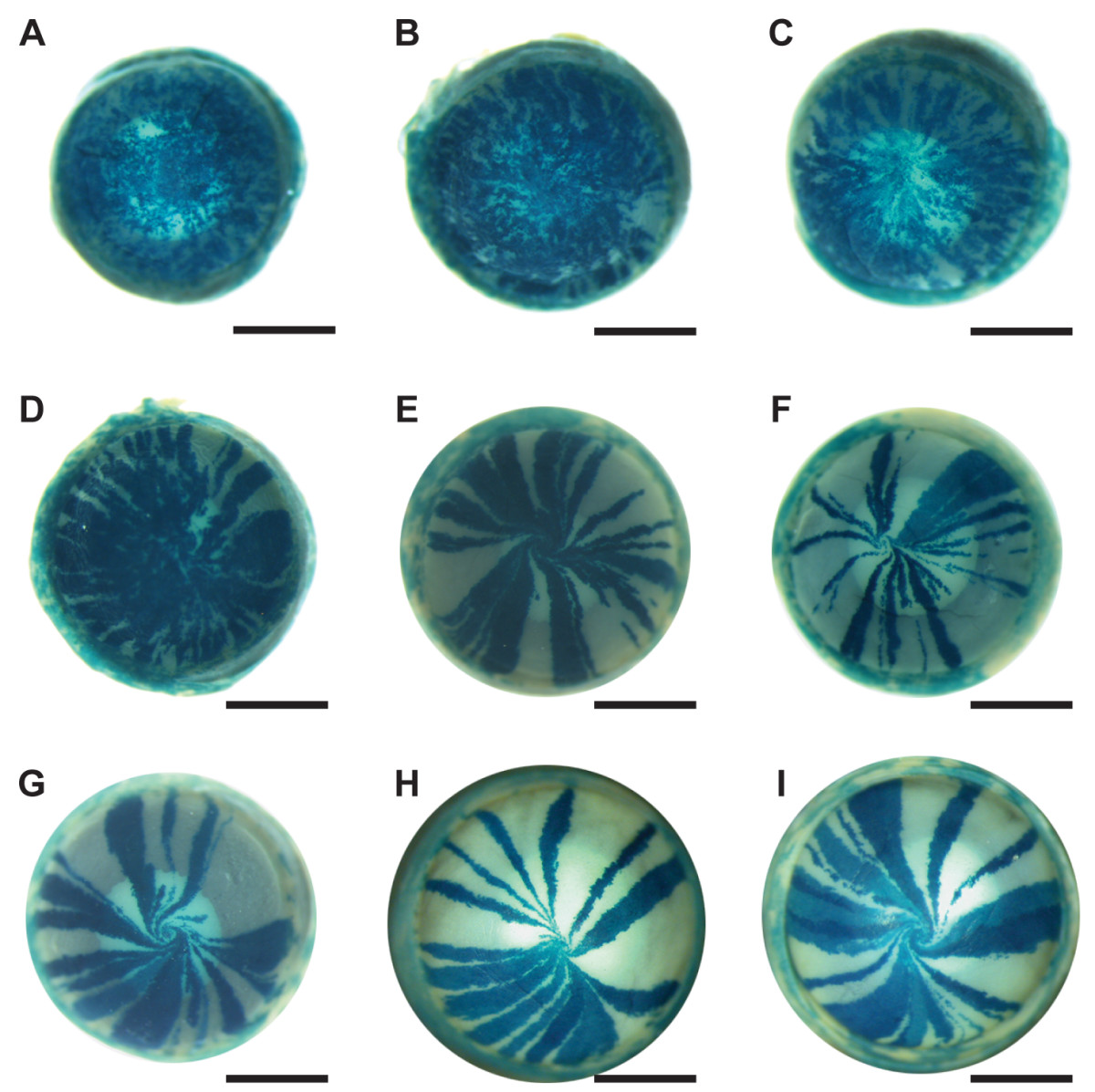
«Мозаичный анализ» обновления эпителия стволовыми клетками в глазе мыши. Применено окрашивание с помощью гена-репортера, кодирующего белок бета-галактозидазу. Половина клеток тела мыши в этой модели экспрессирует трансген XLacZ, половина — нет. На фотографиях глаз разных «мозаичных» мышей можно наблюдать, как новые клетки продвигаются к центру, создавая небольшой «водоворот». A: три недели после рождения, стволовые клетки только начинают активироваться; B: 6 недель; C: 8 недель; D: 10 недель; E: 15 недель; F: 20 недель; G: 26 недель. Фрагмент иллюстрации из Mort et al., 2009.

Клетки эпителия, наряду с кератоцитами стромы и клетками эндотелия, составляют одну из трёх основных клеточных популяций, из которых строится роговица. Популяция поддерживается находящимися на периферии стволовыми клетками лимба (англ. limbal stem cells, LSC). Стволовые клетки порождают временно делящиеся клетки (англ. transient amplifying cell, TAC), которые пролиферируют и мигрируют к центру, в какой-то момент времени совершают своё последнее деление, дифференцируются и поднимаются всё ближе к поверхности, где они постоянно отшелушиваются с верхнего слоя.

## Повреждения и заболевания

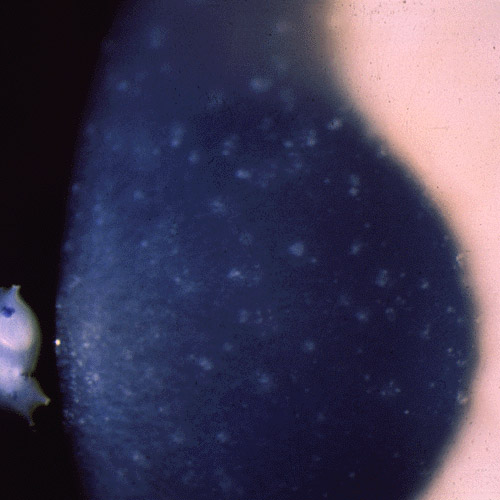
Пятнышки в эпителии при роговичной дистрофии Месманна, увеличиваясь в количестве, постепенно ухудшают зрение. Из обзора Klintworth, 2009.

При синдроме под названием «рецидивирующая эрозия роговицы» нарушается крепление клеток эпителия к слою Боумена.
При роговичной дистрофии Месманна в толще эпителия образуются кисты.
Ещё одно расстройство, поражающее эпителий — редко встречающаяся дистрофия базальной мембраны эпителия (Map-Dot-Fingerprint), некоторые случаи которой ассоциированы с мутациями гена TGFBI.
У пациентов, прошедших процедуру LASIK, может наблюдаться врастание эпителия под лоскут. Это отклонение, обнаруживаемое примерно в 1 % случаев, обычно проходит само собой, но изредка оно всё же вызывает необходимость в хирургическом вмешательстве.
Любое, даже слабое, повреждение эпителия вызывает немедленный апоптоз низлежащих кератоцитов стромы, впоследствии восполняющих свою численность. Причины и механизмы этого процесса активно исследуются. Гибель, трансформация и пролиферация кератоцитов может происходить под влиянием сигнальных молекул — цитокинов, выделяемых клетками эпителия.
При кератоконусе в эпителии роговицы отмечаются отклонения в экспрессии генов, их обнаружение может помочь в расследовании причин заболевания.